# Herrgårds Aquavit
Herrgårds Aquavit, kryddat brännvin från Vin & Sprit med whiskyton. Lagrad på sherryfat. Herrgårds Aquavit är kryddad med kummin, fänkål och koriander. Herrgårds Extra är kryddad med rönnbär, kummin, anis, fänkål och koriander.